# Antonio Llanos y Berete
Antonio Llanos y Berete (Madrid, 27 de setembre de 1841 - 26 de desembre de 1900) fou un compositor espanyol.
Va fer els seus estudis en el Conservatori, i el 1875 fou nomenat professor de piano i després de solfeig d'aquell centre, al qual va pertànyer fins a la data de la seva mort. Per espai de 10 anys també fou, mestre de cors del Teatro de la Zarzuela, i el 1879 donà a conèixer a Madrid la Societat d'Orfeons, fundada i dirigida per ell. També es distingí com a professor de cant, i fou mestre de Lucrècia Arana i d'altres aplaudides artistes.
Entre les seves principals composicions es poden citar les òperes espanyoles següents:
- ¡Tierra! estrenada amb extraordinari èxit en el Teatro de la Zarzuela de Madrid (1879);
- Cristobal Colón (1892);
- El puñal de misericordia, que aconseguí el segon premi en un concurs d'òperes espanyoles.

També va compondre la música de les sarsueles Otra vieja, Dos damas para un galan, etc.